# Otacilia taiwanica
Otacilia taiwanica är en spindelart som först beskrevs av Hayashi och Yoshida 1993.  Otacilia taiwanica ingår i släktet Otacilia och familjen flinkspindlar. Inga underarter finns listade i Catalogue of Life.